# 493年
| 千纪： | 1千纪                                                                                           |
| 世纪： | 4世纪 \| 5世纪 \| 6世纪                                                                         |
| 年代： | 460年代 \| 470年代 \| 480年代 \| 490年代 \| 500年代 \| 510年代 \| 520年代                       |
| 年份： | 488年 \| 489年 \| 490年 \| 491年 \| 492年 \| 493年 \| 494年 \| 495年 \| 496年 \| 497年 \| 498年 |
| 纪年： | 癸酉年（鸡年）；北魏太和十七年；柔然太安二年；南朝齐永明十一年                                  |

## 大事记
- 北魏孝文帝元宏發兵大舉南伐，實則遷都洛陽。
- 東哥德人狄奧多里克在東羅馬帝國的支持下攻占拉文納，誘殺奧多亞塞，在亞平寧半島自稱義大利王，建立東哥特王國。
- 蕭昭業繼位南朝齊的第三任皇帝。

## 出生
- 尔朱荣，契胡族，北魏权臣（530年去世，37岁）。

## 逝世
- 奧多亞塞，廢黜西羅馬帝國末代皇帝羅慕路斯·奧古斯都，成為義大利的第一個日耳曼蠻族國王（476年～493年在位）。
- 齊武帝蕭賾，南朝齊第二任皇帝。